# Sudîlkiv, Șepetivka
Sudîlkiv (în ucraineană Судилків) este localitatea de reședință a comunei Sudîlkiv din raionul Șepetivka, regiunea Hmelnîțkîi, Ucraina.

## Demografie
Componența lingvistică a localității Sudîlkiv
     Ucraineană (97,61%)
     Rusă (1,82%)
     Alte limbi (0,39%)
Conform recensământului din 2001, majoritatea populației localității Sudîlkiv era vorbitoare de ucraineană (97,61%), existând în minoritate și vorbitori de rusă (1,82%).